# Rocinela angustata
Rocinela angustata är en kräftdjursart som beskrevs av Richardson1904. Rocinela angustata ingår i släktet Rocinela och familjen Aegidae. Inga underarter finns listade i Catalogue of Life.